# Oriana Fallaci intervista Oriana Fallaci
(Oriana Fallaci. Oriana Fallaci intervista Oriana Fallaci, pag. 125.)
Oriana Fallaci intervista Oriana Fallaci è un libro di auto-intervista scritto da Oriana Fallaci ed edito da Rizzoli nell'agosto 2004. Il volume era vendibile esclusivamente in abbinamento al Corriere della Sera; in circa 3 mesi ne furono vendute più di 800 000 copie.

## Edizioni
- Oriana Fallaci, Oriana Fallaci intervista Oriana Fallaci, collana I libri del Corriere della Sera, Rizzoli, 2004,  p. 126.